# USD Coin
Az USD Coin (USDC) egy digitális stabilcoin, amely az Egyesült Államok dollárjához van rögzítve. Az USD Coint a Centre nevű konzorcium kezeli, amelyet a Circle alapított, és a Coinbase kriptovaluta tőzsdétől és a Bitmain bitcoinbányász hardvergyártó cégtől származó tagokból áll. Az USDC-t egy magánszervezet bocsátja ki, és nem szabad összetéveszteni a digitális jegybankpénzzel (CBDC).

## Használata
Az USDC elsősorban Ethereum ERC-20 tokenként, valamint olyan blokkláncokon érhető el, mint a Hedera Hashgraph, Algorand, Avalanche, Solana, Stellar, Polygon és TRON.

## Fedezetek
A Circle azt állítja, hogy minden egyes USDC-t egy tartalékban tartott dollár vagy más "jóváhagyott befektetések" fedeznek, bár ezekről további információt nem közölnek. A Circle webhelyének szövege 2021 júniusában a korábbi „USA-dollárral fedezett” szövegről „teljesen lekötött eszközökkel fedezett” szövegre módosult.
Az USDC-fedezeteket a Grant Thornton, LLP tanúsítja (de nem auditálja) rendszeresen, és a havi tanúsítványok megtalálhatók a Center Consortium honlapján.

## Története
Az USDC-t először 2018. május 15-én jelentette be a Circle, és 2018 szeptemberében indították el.
2021. március 29-én a Visa bejelentette, hogy engedélyezi az USDC használatát a tranzakciók elszámolására a fizetési hálózatán.
2022. júliusi adatok alapján a Circle kijelentette, hogy 55 milliárd USDC van kereskedelmi forgalomban.
2022. szeptember végi információk alapján az USDC stabilcoint további 5 blokkláncon bocsátják ki, amik az Arbitrum, a Cosmos, a NEAR, az Optimism és a Polkadot.
2023. március 11-én az USDC elvesztette a dollárparitását, miután a Circle megerősítette, hogy 3,3 milliárd dollár, ami a fedezetének körülbelül 8%-a veszélybe került a Silicon Valley Bank előző napon bekövetkezett összeomlása miatt.

## Fordítás
Ez a szócikk részben vagy egészben  az   USD Coin című angol Wikipédia-szócikk ezen változatának fordításán alapul.  Az eredeti cikk szerkesztőit annak laptörténete sorolja fel. Ez a jelzés csupán a megfogalmazás eredetét és a szerzői jogokat jelzi, nem szolgál a cikkben szereplő információk forrásmegjelöléseként.